# Пиплз, Ниа
Ниа Пиплз (англ. Nia Peeples; род. 10 декабря 1961, Голливуд, Калифорния) — американская актриса, певица, телеведущая и продюсер.

## Биография
Вирения Гвендолин Пиплз родилась в Голливуде, штат Калифорния, в семье с ирландско-шотландскими и филиппинскими корнями. Училась в Калифорнийском университете, параллельно выступая в качестве певицы в Лас-Вегасе.
В начале карьеры Пирлз снималась в дневных мыльных операх «Главный госпиталь» и «Дни нашей жизни». Она добилась известности благодаря своей роли в телесериале «Слава», в котором снималась в 1983—1986 годах, после чего начала свою музыкальную карьеру, выпустив несколько успешных синглов и альбомов.
Пиплз снялась в нескольких малоуспешных кинофильмах в конце 1980-х—начале 1990-х годов и в основном была заметна как телеведущая канала MTV. С 1999 по 2001 год она снималась в сериале «Крутой Уокер: Правосудие по-техасски», а после появилась в фильме «Ни жив, ни мёртв». В 2007—2009 годах она вернулась к работе в дневном эфире с ролью Карен Тейлор Уинтерс в сериале «Молодые и дерзкие». В 2010—2017 годах она играла роль матери одной из главных ролей в телесериале «Милые обманщицы».
Ниа Пиплз четыре раза была замужем: за актёром Гаем Эккером (1984—1986), за музыкантом Ховардом Хьюиттом (1989—1993), за каскадёром, актёром, режиссёром и продюсером Лоро Чартрандом (1997—2004) и за серфером Сэмом Джорджем (1997—2015). Во втором браке родился сын Кристофер Юджин Ховард Хьюитт (19.06.1989), в третьем браке родилась дочь Сиенна Ноэль Пипплз-Чартранд (11.11.1998).

## Избранная фильмография
| Год       |    | Русское название                     | Оригинальное название        | Роль                |
| --------- | -- | ------------------------------------ | ---------------------------- | ------------------- |
| 1983      | с  | Дни нашей жизни                      | Days of Our Lives            | Мэллори             |
| 1983      | с  | Главный госпиталь                    | General Hospital             | Карла Эскобар       |
| 1983—1986 | с  | Слава                                | Fame                         | Николь Чапман       |
| 1984      | с  | Ти Джей Хукер                        | T. J. Hooker                 | Мария Домингес      |
| 1989      | ф  | Глубинная звезда номер 6             | DeepStar Six                 | Скарпелли           |
| 1989      | с  | Мэтлок                               | Matlock                      | Морган Джерард      |
| 1992      | ф  | Хорошенький мужчина                  | I Don’t Buy Kisses Anymore   | Тереза Гарабальди   |
| 1993      | с  | Одинокий голубь: Возвращение         | Return to Lonesome Dove      | Агостина Вега       |
| 1994      | с  | Горец                                | Highlander: The Series       | Нефертити           |
| 1994      | с  | Прикосновение ангела                 | Touched by an Angel          | Анджела Эванс       |
| 1997      | тф | Башня ужаса                          | Tower of Terror              | лейтенант Элизондо  |
| 1997      | с  | Завтра наступит сегодня              | Early Edition                | сестра Мэри         |
| 1998      | ф  | Братья Блюз 2000                     | Blues Brothers 2000          | Джилл Перри         |
| 1999—2001 | с  | Крутой Уокер: Правосудие по-техасски | Walker, Texas Ranger         | Сидни Кук           |
| 2002      | ф  | Ни жив ни мёртв                      | Half Past Dead               | Шестая              |
| 2004      | с  | Андромеда                            | Andromeda                    | Рокс Нава           |
| 2004      | с  | Женская бригада                      | The Division                 | Сандра Престисс     |
| 2007—2009 | с  | Молодые и дерзкие                    | The Young and the Restless   | Карен Уинтерс       |
| 2010—2017 | с  | Милые обманщицы                      | Pretty Little Liars          | Пэм Филдс           |
| 2011      | ф  | Битва за Лос-Анджелес                | Battle of Los Angeles        | капитан Карла Смейт |
| 2012      | в  | Оборотень: Зверь среди нас           | Werewolf: The Beast Among Us | Вадома              |
| 2014      | с  | Лонгмайер                            | Longmire                     | Адель Чапман        |
| 2015      | тф | Лавалантула                          | Lavalantula                  | Оливия Уэст         |
| 2017—2018 | с  | Фостеры                              | The Fosters                  | Сьюзан              |